# Trauner Stadion
Das Trauner Stadion ist ein Leichtathletik-Stadion der Stadt Traun, im österreichischen Bundesland Oberösterreich, das im Jahr 1979 errichtet wurde.

## Fassungsvermögen und Ausstattung
Die 1.200 Sitzplätze der Haupttribüne sind überdacht. Die Stehplätze (Betonstufen) im Rund fassen maximal 5.500 Zuschauer. Das Sportzentrum verfügt über eine Leichtathletik-Tartanbahn, Flutlichtanlage und Anzeigetafel. Angrenzend befindet sich eine große Festwiese für Veranstaltungen wie etwa die einmal im Jahr stattfindende Trauner Messe. Es gibt außerdem noch eine Sporthalle und einige Nebenplätze.

## Nutzer
Die erste Fußballmannschaft des Linzer ASK benutzte das Stadion mehrmals in seiner Zeit als Zweitligist 2004. Den Linzer LASK-Amateuren dient das Stadion zurzeit als Heimstätte in der Oberösterreich-Liga. Die zahlreichen Fußballvereine der Stadt, wie etwa der SV Traun tragen ihre Heimspiele auf kleineren Fußballplätzen aus. 2006 wurde im Stadion ein U-21-Nationalmannschafts Länderspiel zwischen Österreich und Deutschland ausgetragen. Des Weiteren ist das Sportzentrum die Heimstätte des  American Football Clubs ASKÖ Steelsharks Traun und des Rugbyclubs 1. ORSC Linz. Ebenso werden seit einigen Jahren Handball-Nationalspiele dort ausgetragen.

## Name
Der Trauner Gemeinderat hat in einer Sitzung vom 6. Mai 2010 beschlossen, dass das Trauner Sportzentrum ab 1. Juli 2010 bis einschließlich 30. Juni 2020 die Bezeichnung HAKA-Arena tragen wird. Der Küchenhersteller HAKA befindet sich seit vielen Jahren in Traun.